# Fluvastatin
Fluvastatin (Handelsname Locol) ist ein Arzneistoff aus der Gruppe der Statine, der zur Senkung erhöhter Gesamt-Cholesterin- und LDL-Cholesterin-Spiegel eingesetzt wird.

## Klinische Angaben

### Anwendungsgebiete
Fluvastatin darf zur Senkung erhöhter Gesamt- und LDL-Cholesterinspiegel verwendet werden, wenn nicht-pharmakologische Maßnahmen, wie Diät, Sport und Gewichtsabnahme, eine ungenügende Wirkung zeigen. Dies betrifft insbesondere Patienten mit primärer Hypercholesterinämie mit Ausnahme der seltenen homozygoten familiären Hypercholesterinämie sowie Patienten mit kombinierter Hypercholesterinämie und Hypertriglyzeridämie, wenn die Hypercholesterinämie im Vordergrund steht. Darüber hinaus ist Fluvastatin zur Vorbeugung schwerwiegender kardialer Ereignisse nach einer Herzkatheter-Therapie zugelassen.

### Gegenanzeigen
Fluvastatin darf nicht bei aktiven Lebererkrankungen oder bei anhaltender, ungeklärter Erhöhung der Transaminasen im Blutserum sowie bei Cholestase angewendet werden. Ebenso darf Fluvastatin nicht bei Patienten mit einer Myopathie oder einer bekannten Überempfindlichkeit gegen diesen Wirkstoff angewendet werden.
Für eine Anwendung bei Kindern unter 9 Jahren sowie bei homozygoter familiärer Hypercholesterinämie liegen keine ausreichenden klinischen Erfahrungen vor.

### Anwendung während Schwangerschaft und Stillzeit
Während der Schwangerschaft und in der Stillzeit ist Fluvastatin kontraindiziert. Es besteht die begründete Annahme, dass Fluvastatin, wie auch andere HMG-CoA-Reduktase-Hemmer, über eine Hemmung der Synthese von Cholesterin und anderer Produkte des Cholesterinstoffwechsels den Fötus schädigen können. Vor Beginn einer Fluvastatintherapie ist daher eine Schwangerschaft auszuschließen. Tritt während der Therapie eine Schwangerschaft auf, ist Fluvastatin abzusetzen.

### Unerwünschte Wirkungen
Zu den möglichen Nebenwirkungen gehören wie bei anderen Statinen Oberbauchbeschwerden, Transaminasenanstieg und Myopathien.

## Stereoisomerie
Fluvastatin enthält eine unsymmetrisch substituierte Kohlenstoff-Kohlenstoff-Doppelbindung in 6-Stellung und zwei weitere Stereozentren in den Positionen 3 und 5. Es gibt also folgende acht Stereoisomere: Die (3R,5S,6E)-Form und die dazu enantiomere (3S,5R,6E)-Form, sowie die (3R,5S,6Z)-Form, die (3S,5R,6Z)-Form, die (3R,5R,6E)-Form, die (3S,5S,6E)-Form, die (3R,5R,6Z)-Form und die (3S,5S,6Z)-Form. Der Arzneistoff in den Handelspräparaten ist das Racemat [1:1-Gemisch]  der (3R,5S,6E)-Form und der (3S,5R,6E)-Form. Das (3R,5S,6E)-Enantiomer (Eutomer) ist etwa 30-fach potenter als das (3S,5R,6E)-Enantiomer (Distomer).

## Handelsnamen
Monopräparate
Cranoc (D), Lescol (A, CH), Locol (D), Nuvastin (A), zahlreiche Generika (D, A, CH)